# John Walton (aktor)
John Walton (ur. 1953 w Sydney, zm. 17 lipca 2014) – australijski aktor.

## Filmografia

### Filmy fabularne
- 1983: Tajniacy (Undercover) jako Fred
- 1987: Kangur (Kangaroo) jako Jack Calcott
- 1987: Lekka kawaleria (The Lighthorsemen) jako Tas
- 1989: Panie Luigiego (Luigi’s Ladies) jako Steve
- 1992: Menedżer w bamboszach (The Efficiency Expert) jako Jerry Finn
- 1993: Ślub pod przymusem (Shotgun Wedding) jako detektyw Frank Taylor
- 1995: Blue Murder jako Jim Loomes
- 1998: Babe: Świnka w mieście (Babe: Pig in the City) jako tłusty bandyta
- 2007: Końcowa zima (The Final Winter) jako Danzo

### Film TV
- 1994: Halifax f.p: Words Without jako Kaz
- 1996: Córki McLeoda (McLeod's Daughters) jako Terry Wilcox
- 2001: Szukacz (The Finder) jako dealer

### Seriale TV
- 1976: Rodzina Sullivanów (The Sullivans) jako Michael Watkins
- 1976–77: Młodzi lekarze (The Young Doctors) jako Craig Rothwell
- 1977: Posterunek policji (Cop Shop) jako Terry Linford Jones
- 1979: Skyways jako Bryan Johnson
- 1981: Bellamy jako Paul Turner
- 1984: Five Mile Creek jako Harrison Miller
- 1984: Bodyline jako Bill Woodfull
- 1985: Zdobywcy (Winners) jako Geoff
- 1985: Pałac snów (Palace of Dreams)
- 1985: Niebiosa tysiąca (A Thousand Skies) jako Charles Kingsford Smith
- 1992: Przygody Skippy’ego (The Adventures of Skippy) jako Tex
- 1993: Kraj praktyki (A Country Practice) jako Rod Campion
- 1993: Przygody Skippy’ego (The Adventures of Skippy) jako Greg
- 1993: W pułapce czasu (Time Trax) jako Lester
- 1994: G.P. jako Ted Koffel
- 1997: Zatoka serc (Home and Away) jako ojciec Brian Little
- 1997–98: Szkoła złamanych serc (Heartbreak High) jako Nat Delaine
- 1998: Cena życia (All Saints) jako Gary Mortimer
- 2003: MDA jako David Lowe
- 2003: Policjanci z Mt. Thomas (Blue Heelers) jako Max Sandler
- 2009: Morski patrol (Sea Patrol) jako Stayfer

## Nagrody i nominacje
- Nominacja do nagrody Australian Film Institute za rolę w filmie Kangur (Kangoroo, 1987)